# Niwa (rzeka)
Niwa – rzeka w obwodzie murmańskim w Federacji Rosyjskiej. Długość rzeki wynosi 36 km. Dorzecze to 12 830 km². Niwa wypływa z jeziora Imandra, a wpada do Kandałakszy. Przy ujściu Niwy leży miasto Kandałaksza.
W 1936 i 1954 wybudowano trzy elektrownie wodne na rzece Niwa. Całkowita moc wynosi 240 MW, roczna produkcja wynosi 1390 GWh.